# Danica Patrick
Danica Sue Patrick (Roscoe, Illinois, 25 de março de 1982) é uma ex-piloto profissional de automóveis norte-americana que competiu na NASCAR e na Indycar. Em 2005 tornou-se a segunda mulher a conquistar uma pole position na NASCAR, foi indicada a estreante do ano nas 500 Milhas de Indianápolis e na temporada da IndyCar Series. Em 2008 tornou-se a primeira mulher a vencer uma corrida na categoria ao vencer o Indy Japan 300. No ano seguinte tornou-se a primeira mulher a subir ao pódio nas 500 Milhas de Indianápolis ao completar a corrida em terceiro lugar. No ano de 2010 Patrick passou a disputar paralelamente a NASCAR Nationwide Series pela equipe JR Motorsports, e já na temporada seguinte ela obteve o melhor resultado de uma mulher na categoria ao terminar em quarto lugar a corrida disputada em Las Vegas. Em 2012, ela disputou a temporada da NASCAR Nationwide Series pela equipe JR Motorsports. Atualmente, Patrick compete na Sprint Cup pela Stewart-Haas com o carro #10.

## Carreira

### Início
Danica começou a correr porque sua irmã Brooke Patrick queria correr. Ela ganhou inúmeros títulos de kart. Aos 16 anos, deixou sua casa nos Estados Unidos e foi para a Inglaterra, onde correu em algumas das mais difíceis séries juniores do mundo. O destaque foi um segundo lugar no Formula Ford Festival em Brands Hatch no ano 2000, o melhor resultado de um americano na história do evento. Esse resultado chamou a atenção do campeão das 500 Milhas de Indianápolis, Bobby Rahal, que assinou com ela um contrato e começou a assessorar sua carreira.

### 2005: estreia na Fórmula Indy
Danica estreou na categoria em 2005, e a temporada daquele ano foi excepcional para ela. A piloto começou e terminou em quarto na 89º edição das 500 Milhas de Indianápolis e ganhou o prêmio JP Morgan Chase Rookie do Ano. Essa havia sido a melhor largada e chegada de uma piloto mulher na história do evento. A estreante levou 19 voltas durante a corrida para se tornar a primeira mulher a liderar em Indianápolis. Ela fechou a temporada da Fórmula Indy vencendo a Bombardier Rookie do Ano após terminar em 12 º na classificação geral pilotando pela equipe Rahal Letterman Racing.

### 2007-2011: Andretti-Green

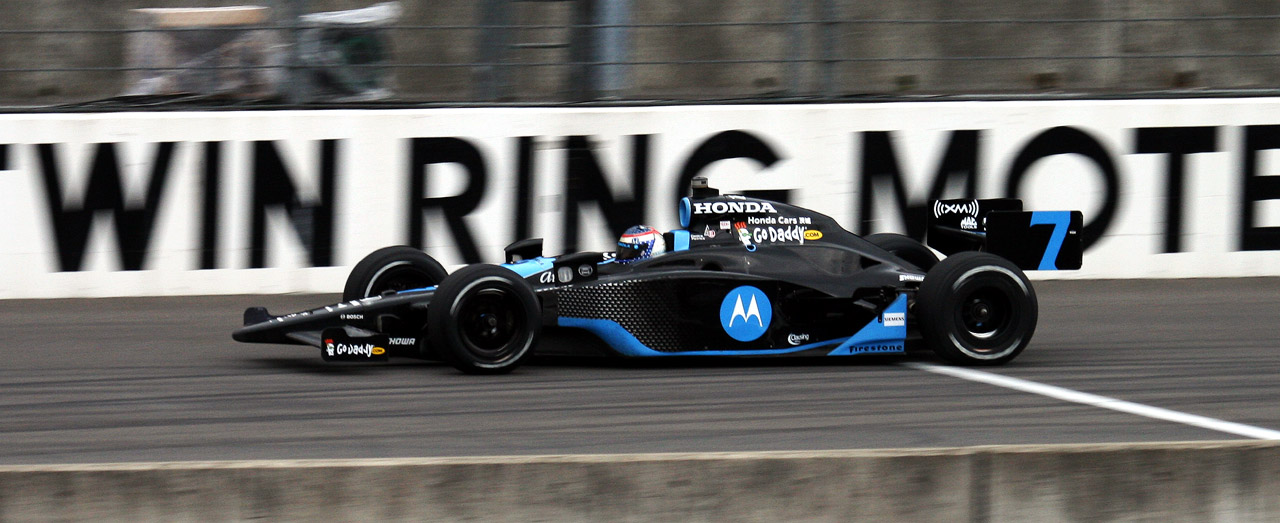
Danica Patrick na IndyCar Series em 2008.

No ano de 2007, Danica trocou de equipe, transferindo-se da Rahal Letterman Racing, onde correu em 2005 e 2006, para a Andretti-Green.
Em abril de 2008, Patrick tornou-se a primeira mulher a conquistar uma vitória em circuito fechado no automobilismo ao vencer o Bridgestone Indy Japan 300 no circuito Twin Ring Motegi.
No segundo semestre de 2009 houve boatos de que Danica pudesse deixar a Fórmula Indy e ir para a Nascar (ela pilotaria na NASCAR Nationwide Series em 13 Corridas pela equipe de Dale Earnhardt Jr.). No entanto, a equipe Andretti-Green confirmou a renovação do contrato de Danica por mais 3 anos, afastando os rumores de tal troca de categoria.

### 2012-2018: NASCAR

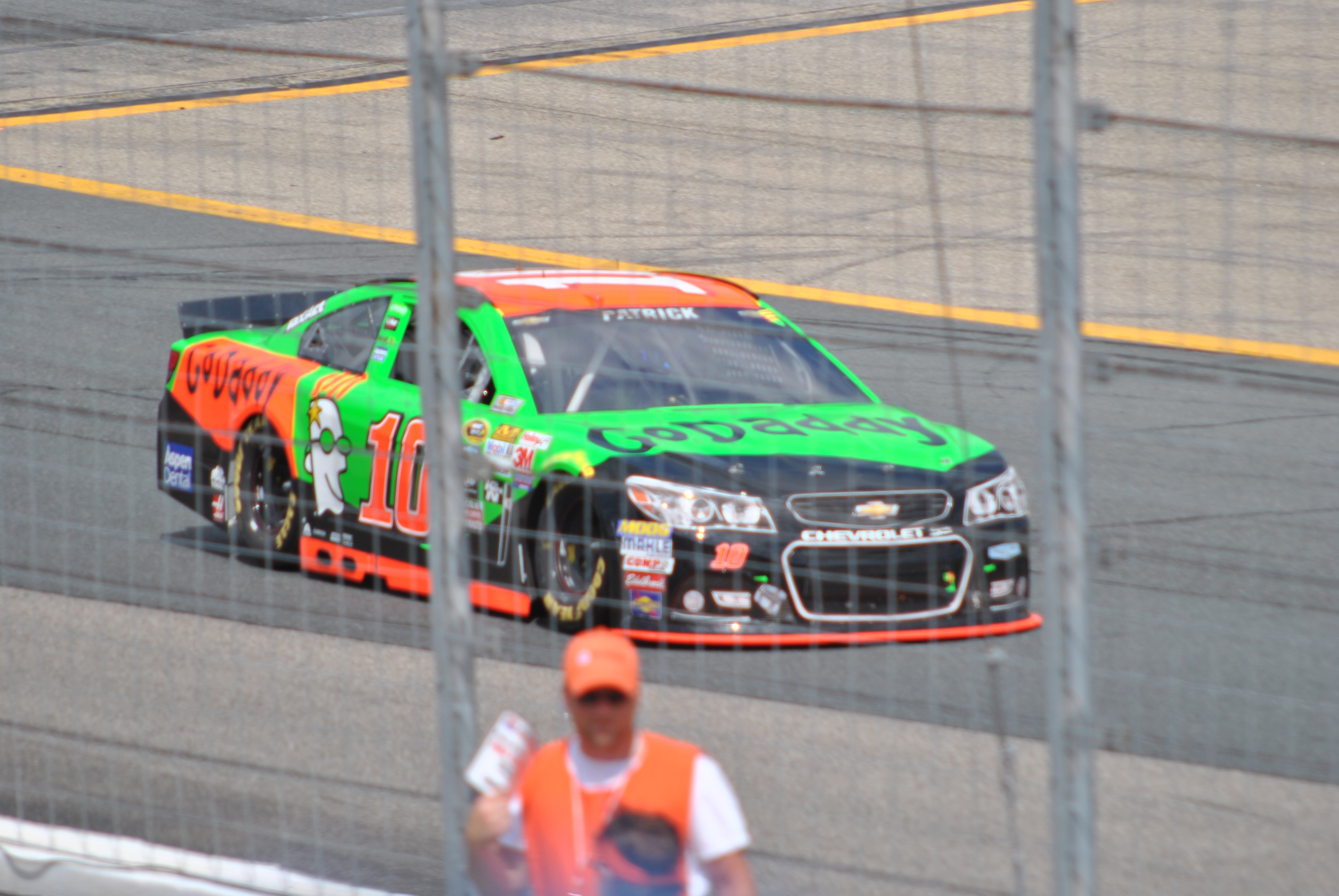
Carro de Danica Patrick na NASCAR Cup Series em 2015.

A partir do ano de 2012 Danica passou a pilotar na Stewart-Haas Racing pela NASCAR Nationwide Series terminando a temporada na décima seunda colocação, também disputou algumas corridas da NASCAR Sprint Cup Series. Em 2013 disputou sua primeira temporada completa pela categoria principal, se tornou a primeira mulher a fazer a pole nas 500 Milhas de Daytona. Em 2014 e 2015 terminou a temporada na vigésima quarta colocação

### Especulações sobre a Fórmula 1
Por várias vezes a imprensa internacional especulou sobre um provável transferência de Danica para a Fórmula 1. No ano de 2005, a própria piloto admitiu o sonho de um dia correr na categoria, apesar de ainda manter seu foco na Fórmula Indy. Mais tarde, no ano de 2008 declarou que gostaria de fazer um teste para a categoria, o que também não ocorreu.

## Resultados
(Legenda: Corridas em negrito indicam pole position; corridas em itálico indicam volta mais rápida.)

### Toyota Atlantic
| Ano  | Equipe     | 1     | 2       | 3     | 4       | 5     | 6     | 7      | 8     | 9      | 10    | 11    | 12    | Classificação | Pontos |
| ---- | ---------- | ----- | ------- | ----- | ------- | ----- | ----- | ------ | ----- | ------ | ----- | ----- | ----- | ------------- | ------ |
| 2003 | Team Rahal | MON 3 | LBH Ret | MIL 6 | LGS Ret | POR 6 | CLE 5 | TOR 10 | TRR 5 | MID 10 | MOT 7 | DEN 5 | MIA 2 | 6º            | 109    |
| 2004 | Team Rahal | LBH 5 | MON 3   | MIL 4 | POR 2   | POR 7 | CLE 3 | TOR 4  | VAN 4 | ROA 4  | DEN 5 | MOT 4 | LGS 8 | 3º            | 269    |

### IndyCar Series
| Ano  | Equipe             | Motor | Chassis        | Pneu | 1       | 2      | 3      | 4       | 5       | 6      | 7      | 8       | 9      | 10      | 11      | 12     | 13     | 14      | 15     | 16     | 17      | 18        | Classificação | Pontos |
| ---- | ------------------ | ----- | -------------- | ---- | ------- | ------ | ------ | ------- | ------- | ------ | ------ | ------- | ------ | ------- | ------- | ------ | ------ | ------- | ------ | ------ | ------- | --------- | ------------- | ------ |
| 2005 | Rahal Letterman    | Honda | Panoz          | F    | HMS Ret | PHX 15 | STP 12 | MOT 4   | IND 4   | TXS 13 | RIR 10 | KAN 9   | NSH 7  | MIL Ret | MIS Ret | KTY 16 | PPIR 8 | SNM Ret | CHI 6  | WGL 16 | CAL Ret |           | 12º           | 325    |
| 2006 | Rahal Letterman    | Honda | Panoz/ Dallara | F    | HMS Wth | STP 6  | MOT 8  | IND 8   | WGL 8   | TXS 12 | RIR 15 | KAN 11  | NSH 4  | MIL 4   | MIS Ret | KTY 8  | SNM 8  | CHI 12  |        |        |         |           | 9º            | 302    |
| 2007 | Andretti- Green    | Honda | Dallara        | F    | HMS Ret | STP 8  | MOT 11 | KAN 7   | IND 8   | MIL 8  | TXS 3  | IOW Ret | RIR 6  | WGL 11  | NSH 3   | MDO 5  | MIS 7  | KTY Ret | SNM 6  | DET 2  | CHI 11  |           | 7º            | 424    |
| 2008 | Andretti- Green    | Honda | Dallara        | F    | HMS 6   | STP 10 | MOT 1  | KAN DNP | IND Ret | MIL 9  | TXS 10 | IOW 6   | RIR 6  | WGL 14  | NSH 5   | MDO 12 | EDM 18 | KTY 11  | SNM 5  | DET 16 | CHI 10  | S.P[1] 18 | 6º            | 379    |
| 2009 | Andretti- Green    | Honda | Dallara        | F    | STP 19  | LBH 4  | KAN 5  | IND 3   | MIL 5   | TXS 6  | IOW 9  | RIR 5   | WGL 11 | TOR 6   | EDM 11  | KTY 8  | MDO 19 | SNM 16  | CHI 12 | MOT 6  | HMS 19  |           | 5º            | 393    |
| 2010 | Andretti Autosport | Honda | Dallara        | F    | SPO 15  | STP 7  | ALA 19 | LBH 16  | KAN 11  | IND 6  | TXS 2  | IOW 10  | WGL 20 | TOR 6   | EDM 15  | MDO 21 | SNM 16 | CHI 14  | KTY 9  | MOT 5  | HMS 2   |           | 10º           | 367    |
| 2011 | Andretti Autosport | Honda | Dallara        | F    | SPT 12  | ALA 17 | LBH 7  | SPO 23  | IND 10  | TX1 16 | TX2 18 | MIL 5   | IOW 10 | TOR 19  | EDM 9   | MID 21 | NHP 6  | SON 21  | BAL    | MOT    | KEN     | LSV       | 12º[A]        | 247[A] |

Notas
- 1 ^ Prova não valeu pontos para o campeonato.
- A ^ Temporada em andamento.

#### Estatístiticas
| Ano   | Poles | Vitórias | Posição Final | Pontos | Equipe             |
| ----- | ----- | -------- | ------------- | ------ | ------------------ |
| 2005  | 3     | 0        | 12º           | 325    | Rahal Letterman    |
| 2006  | 0     | 0        | 9º            | 302    | Rahal Letterman    |
| 2007  | 0     | 0        | 7º            | 424    | Andretti-Green     |
| 2008  | 0     | 1        | 6º            | 379    | Andretti-Green     |
| 2009  | 0     | 0        | 5º            | 393    | Andretti-Green     |
| 2010  | 0     | 0        | 10º           | 367    | Andretti Autosport |
| Total | 3     | 1        |               |        |                    |

#### Resultados nas 500 milhas
| Ano  | Chassi  | Motor | Grid | Colocação |
| ---- | ------- | ----- | ---- | --------- |
| 2005 | Dallara | Honda | 4    | 4         |
| 2006 | Dallara | Honda | 10   | 8         |
| 2007 | Dallara | Honda | 8    | 8         |
| 2008 | Dallara | Honda | 5    | 22        |
| 2009 | Dallara | Honda | 10   | 3         |
| 2010 | Dallara | Honda | 23   | 6         |
| 2011 | Dallara | Honda | 26   | 10        |